# Pangurdotan
Pangurdotan is een bestuurslaag in het regentschap Tapanuli Utara van de provincie Noord-Sumatra, Indonesië. Pangurdotan telt 682 inwoners (volkstelling 2010).